# Kiyotaki-Moore-Modell
Das Kiyotaki-Moore-Modell ist ein ökonomisches Modell, welches von Nobuhiro Kiyotaki und John H. Moore entwickelt wurde. Das Modell ist bekannt geworden, da es scheinbar zeigt, wie ein kleiner, temporärer Schock, auf Grund der im Modell geforderten Pfandversicherung von Krediten, zu einer Verstärkung von Konjunkturzyklen führt und somit zu einer Verstärkung einer Rezession. Der Verstärkungseffekt ist jedoch noch das Produkt einer Inkonsistenz in der von den Autoren gewählten Lösungstechnik (Details siehe unten).
Kiyotaki (ein Makroökonom) und Moore (ein Wirtschaftswissenschaftler mit Schwerpunkt Kontrakttheorie) haben ihr Modell 1997 im Journal of Political Economy publiziert.

## Struktur des Modells
Das Modell beinhaltet zwei Agenten: ungeduldige Kreditnehmer und geduldige Kreditgeber. In der originalen Publikation sind die Kreditnehmer Bauern, welche man als Unternehmer oder Firmen interpretieren sollte und welche investieren möchten. Die Kreditgeber sind Sammler, welche Haushalte darstellen, die sparen möchten.
Innerhalb des Modells wird angenommen, dass die Kreditnehmer legal nicht gezwungen werden können, ihre Schulden zu begleichen. Aus diesem Grund kann im Gleichgewicht eine Kreditaufnahme nur geschehen, wenn ausreichende Sicherheiten vorhanden sind. Die Kreditnehmer müssen genügend Kapital besitzen, welches im Falle eines Bankrotts beschlagnahmt werden kann. Im Modell ist das Kapital das Land der Kreditnehmer, welches neben der Rolle als Sicherheit auch die Rolle des Produktionsmittels der Firma darstellt.

## Bewegungsgleichungen
Die aggregierten Bewegungsgleichungen für den Landbesitz {\displaystyle K_{t}} und das Kreditvolumen {\displaystyle B_{t}} lauten:
{\displaystyle K_{t}={\frac {1}{u_{t}}}\left[(a+q_{t})K_{t-1}-RB_{t-1}\right]{\text{ und }}B_{t}={\frac {1}{R}}q_{t+1}K_{t},}
wobei {\displaystyle u_{t}\equiv q_{t}-q_{t+1}/R} die Anzahlung für eine Einheit Land darstellt. Die Technologie {\displaystyle a} ist zeitlich konstant. {\displaystyle q_{t}} ist der Landpreis und {\displaystyle R} die Zinsrate. Es wird vorausgesetzt, dass das System zum Zeitpunkt {\displaystyle t-1} im Gleichgewicht ist und ein temporärer Shock {\displaystyle \Delta } auf die Produktivität {\displaystyle a} zum Zeitpunkt {\displaystyle t} erfolgt. Die Bewegungsgleichungen haben somit die Form:
{\displaystyle {\begin{aligned}\underbrace {u(K_{t})K_{t}} _{\text{Nichtlinearität}}&=(a\underbrace {\cdot (1+\Delta )} _{\text{Produktionsschock}}+q_{t}-q^{*})K^{*}{\text{  zum Zeitpunkt  }}t,\\\underbrace {u(K_{t+s})K_{t+s}} _{\text{Nichtlinearität}}&=aK_{t+s-1}{\text{  zum Zeitpunkt  }}t+s{\text{  mit  }}s\geq 1.\end{aligned}}}
Die Autoren haben vorgeschlagen die Bewegungsgleichungen des Modells mittels Linearisierung in {\displaystyle {\hat {K}}_{t}=(K_{t}-K^{*})/K^{*}} (relative Abweichung des Landbesitzes vom Gleichgewicht) zu lösen. Diese Linearisierung kann per Definition nur für kleine Werte von {\displaystyle {\hat {K}}_{t}} gelten, da sonst nicht lineare Terme bzw. höhere Potenzen {\displaystyle {\hat {K}}_{t}^{n}} (für {\displaystyle n>1}) potentiell nicht vernachlässigbar sind. Die  sich aus der Taylor-Entwicklung erster Ordnung ergebenden Abweichungen vom Gleichgewicht {\displaystyle {\hat {K}}_{t}} sind jedoch groß, was eine mathematische Inkonsistenz darstellt und somit zu einer mathematisch unsachgemäßen Interpretation der Ergebnisse führt. Es wird behauptet, dass auf Grund von Kreditrestriktionen ein kleiner Schock zu großen Fluktuationen der Wirtschaftsleistung (d. h. große Werte von {\displaystyle {\hat {K}}_{t}}) führen kann, was identisch ist mit großen Fluktuationen des relativen Produktionsmittelbesitzes bzw. der Produktionsleistung. Die dafür verantwortliche Rückkopplung im Modell ist: das fallende Einkommen aus dem Kapital (Land) lässt den Preis des Kapitals fallen und reduziert somit seinen Wert als Garantie für weitere Kredite für den Landkauf, wodurch die Firma (bzw. der Kreditnehmer) gezwungen ist, die Investition (Kreditaufnahme) zu reduzieren. Durch die duale Rolle des Landbesitzes als Pfand und als Produktionsmittel kommt es somit zu einer Verstärkung der Rezession.

## Korrektur des Modells
Eine Taylor-Entwicklung {\displaystyle n}-ter Ordnung ist eine Näherung der Funktion {\displaystyle f(x)}
{\displaystyle f(x)\approx f(x_{0})+(x-x_{0})f'(x_{0})+\ldots +{\frac {(x-x_{0})^{n}}{n!}}f^{(n)}(x_{0})}.
Diese Approximation ist nur akzeptabel in einer Umgebung von {\displaystyle x_{0}} da der Fehler der Approximation von der Ordnung {\displaystyle O(|x-x_{0}|^{n+1})} ist. Die häufig angewandte (siehe auch Kiyotaki-Moore Modell) Linearisierung hat die Form
{\displaystyle f(x)\approx f(x_{0})+(x-x_{0})f'(x_{0})}.
Die Terme proportional zu {\displaystyle (x-x_{0})^{2}} und höhere Ordnungen müssen klein sein, damit die Näherung gültig ist. {\displaystyle (x-x_{0})/x_{0}} entspricht dem Term {\displaystyle {\hat {K}}} im Kiyotaki-Moore Modell, welche
folglich klein sein müssen. Aus diesem Grund kann eine durch Linearisierung gewonnene Lösung im Kiyotaki-Moore Modell keine Verstärkungseffekte zeigen.
Eine detaillierte Analyse dazu und eine exakte Lösung des Modells findet man in der Publikation Credit Cycles Revisited, welche zeigt, dass der im Modell eingebaute Rückkopplungsmechanismus (intertemporaler Effekt) zu schwach ist, um mittels eines kleinen und kurzfristigen Schocks eine Verstärkung des Konjunkturzyklus zu bewirken.
Die Veröffentlichung Credit Cycles Revisited enthält weitere Ergebnisse: Zum einen wird gezeigt, dass eine korrekte Lösung der Bewegungsgleichung keine Singularität mehr für {\displaystyle R=0} (Null-Zinspolitik) enthält. Zum anderen wird, im Gegensatz zur Behauptung in der originalen Publikation im Journal of Political Economy, veranschaulicht, dass innerhalb des 2-Sektormodells, die Schockübertragung vom geschockten zum ungeschockten Sektor moderat ist.
Das Kiyotaki-Moore-Modell enthält eine Persistenz der Fluktuationen, die durch einen kleinen temporären Schock erzeugt werden. Der Schockabbau erfolgt asymptotisch. Dieses Ergebnis von Kiyotaki und Moore ist jedoch praktisch nicht relevant, da die vorhergesagten Fluktuationen sehr klein sind.